# Tênis de mesa nos Jogos Europeus de 2015 - Equipes masculinas
A competição equipes masculinas foi um dos eventos do tênis de mesa nos Jogos Europeus de 2015, em Baku, no Azerbaijão. Foi disputada na Arena de Baku entre os dias 13 a 15 de junho.

## Calendário
Horário de verão do Azerbaijão (UTC+5).
| Data        | Horário | Fase             |
| ----------- | ------- | ---------------- |
| 13 de junho | 16:30   | Oitavas de final |
| 14 de junho | 12:00   | Quartas de final |
| 14 de junho | 17:30   | Semifinal        |
| 15 de junho | 17:00   | Final            |

## Medalhistas
|  | POR Portugal                               |  | FRA França                                    |  | AUT Áustria                                 |
|  | Marcos Freitas Tiago Apolónia João Geraldo |  | Simon Gauzy Adrien Mattenet Emmanuel Lebesson |  | Robert Gardos Stefan Fegerl Daniel Habesohn |

## Resultados
Os resultados do evento foram os seguintes.
| Oitavas-de-final | Oitavas-de-final | Oitavas-de-final |  |  | Quartas-de-final | Quartas-de-final | Quartas-de-final |  |  | Semifinais | Semifinais   | Semifinais |  |                | Final          | Final          | Final |
|                  |                  |                  |  |  |                  |                  |                  |  |  |            |              |            |  |                |                |                |       |
|                  | GER Alemanha     | 3                |  |  |                  |                  |                  |  |  |            |              |            |  |                |                |                |       |
|                  | ESP Espanha      | 0                |  |  |                  | GER Alemanha     | 3                |  |  |            |              |            |  |                |                |                |       |
|                  | UKR Ucrânia      | 0                |  |  |                  | SWE Suécia       | 2                |  |  |            |              |            |  |                |                |                |       |
|                  | SWE Suécia       | 3                |  |  |                  |                  |                  |  |  |            | GER Alemanha | 2          |  |                |                |                |       |
|                  | BLR Bielorrússia | 3                |  |  |                  |                  |                  |  |  |            | FRA França   | 3          |  |                |                |                |       |
|                  | CZE Chéquia      | 2                |  |  |                  | BLR Bielorrússia | 0                |  |  |            |              |            |  |                |                |                |       |
|                  | GRE Grécia       | 1                |  |  |                  | FRA França       | 3                |  |  |            |              |            |  |                |                |                |       |
|                  | FRA França       | 3                |  |  |                  |                  |                  |  |  |            |              |            |  |                |                | FRA França     | 1     |
|                  | AUT Áustria      | 3                |  |  |                  |                  |                  |  |  |            |              |            |  |                |                | POR Portugal   | 3     |
|                  | CRO Croácia      | 0                |  |  |                  | AUT Áustria      | 3                |  |  |            |              |            |  |                |                |                |       |
|                  | HUN Hungria      | 0                |  |  |                  | RUS Rússia       | 0                |  |  |            |              |            |  |                |                |                |       |
|                  | RUS Rússia       | 3                |  |  |                  |                  |                  |  |  |            | AUT Áustria  | 1          |  |                |                |                |       |
|                  | POL Polônia      | 3                |  |  |                  |                  |                  |  |  |            | POR Portugal | 3          |  |                |                |                |       |
|                  | AZE Azerbaijão   | 0                |  |  |                  | POL Polônia      | 0                |  |  |            |              |            |  | Terceiro lugar | Terceiro lugar | Terceiro lugar |       |
|                  | ROU Romênia      | 1                |  |  |                  | POR Portugal     | 3                |  |  |            |              |            |  |                |                | GER Alemanha   | 0     |
|                  | POR Portugal     | 3                |  |  |                  |                  |                  |  |  |            |              |            |  |                |                | AUT Áustria    | 3     |

### Oitavas de final
| 13 de junho | GER Alemanha | 3 – 0 | ESP Espanha |  |

|                                   | Partidas individuais              |       |                            |                         |
| Timo Boll                         | Timo Boll                         | 3 – 0 | Alvaro Robles              | 11–2, 11–8, 11–5        |
| Dimitrij Ovtcharov                | Dimitrij Ovtcharov                | 3 – 1 | Carlos Machado             | 11–5, 19–17, 4–11, 11–6 |
| Patrick Baum / Dimitrij Ovtcharov | Patrick Baum / Dimitrij Ovtcharov | 3 – 1 | Marc Duran / Alvaro Robles | 7–11, 11–4, 13–11, 11–6 |
|                                   |                                   |       |                            |                         |
|                                   |                                   |       |                            |                         |

| 13 de junho | UKR Ucrânia | 0 – 3 | SWE Suécia |  |

|                                  | Partidas individuais             |       |                          |                              |
| Yaroslav Zhmudenko               | Yaroslav Zhmudenko               | 2 – 3 | Kristian Karlsson        | 11–2, 6–11, 11–7, 6–11, 8–11 |
| Kou Lei                          | Kou Lei                          | 0 – 3 | Pär Gerell               | 8–11, 5–11, 8–11             |
| Ivan Katkov / Yaroslav Zhmudenko | Ivan Katkov / Yaroslav Zhmudenko | 0 – 3 | Jon Persson / Pär Gerell | 6–11, 7–11, 4–11             |
|                                  |                                  |       |                          |                              |
|                                  |                                  |       |                          |                              |

| 13 de junho | BLR Bielorrússia | 3 – 2 | CZE Chéquia |  |

|                                    | Partidas individuais               |       |                               |                                |
| Evgueni Chtchetinine               | Evgueni Chtchetinine               | 1 – 3 | Tomáš Konečný                 | 9–11, 7–11, 11–8, 7–11         |
| Vladimir Samsonov                  | Vladimir Samsonov                  | 3 – 0 | Dmitrij Prokopcov             | 15–13, 11–8, 11–8              |
| Pavel Platonov / Vladimir Samsonov | Pavel Platonov / Vladimir Samsonov | 3 – 2 | Tomáš Tregler / Tomáš Konečný | 11–9, 8–11, 7–11, 11–7, 12–10  |
| Pavel Platonov                     | Pavel Platonov                     | 2 – 3 | Dmitrij Prokopcov             | 11–5, 12–10, 7–11, 10–12, 9–11 |
| Evgueni Chtchetinine               | Evgueni Chtchetinine               | 3 – 0 | Tomáš Tregler                 | 11–5, 11–7, 12–10              |

| 13 de junho | GRE Grécia | 1 – 3 | FRA França |  |

|                                               | Partidas individuais                          |       |                                 |                               |
| Panagiotis Gionis                             | Panagiotis Gionis                             | 3 – 2 | Simon Gauzy                     | 11–2, 11–2, 8–11, 7–11, 12–10 |
| Kalinikos Kreanga                             | Kalinikos Kreanga                             | 1 – 3 | Adrien Mattenet                 | 1–11, 7–11, 11–8, 6–11        |
| Konstantinos Papageorgiou / Kalinikos Kreanga | Konstantinos Papageorgiou / Kalinikos Kreanga | 1 – 3 | Emmanuel Lebesson / Simon Gauzy | 4–11, 11–7, 8–11, 7–11        |
| Konstantinos Papageorgiou                     | Konstantinos Papageorgiou                     | 1 – 3 | Adrien Mattenet                 | 7–11, 11–5, 12–14, 11–9, 4–11 |
|                                               |                                               |       |                                 |                               |

| 13 de junho | AUT Áustria | 3 – 0 | CRO Croácia |  |

|                                 | Partidas individuais            |       |                            |                         |
| Robert Gardos                   | Robert Gardos                   | 3 – 1 | Ruiwu Tan                  | 11–6, 13–11, 1–11, 11–4 |
| Stefan Fegerl                   | Stefan Fegerl                   | 3 – 1 | Andrej Gaćina              | 8–11, 11–6, 11–7, 11–4  |
| Daniel Habesohn / Robert Gardos | Daniel Habesohn / Robert Gardos | 3 – 0 | Tomislav Pucar / Ruiwu Tan | 11–9, 11–5, 11–8        |
|                                 |                                 |       |                            |                         |
|                                 |                                 |       |                            |                         |

| 13 de junho | HUN Hungria | 0 – 3 | RUS Rússia |  |

|                             | Partidas individuais        |       |                                    |                         |
| Dániel Kosiba               | Dániel Kosiba               | 1 – 3 | Kirill Skachkov                    | 11–9, 12–14, 5–11, 5–11 |
| Ádám Pattantyús             | Ádám Pattantyús             | 0 – 3 | Alexander Shibaev                  | 4–11, 3–11, 7–11        |
| János Jakab / Dániel Kosiba | János Jakab / Dániel Kosiba | 0 – 3 | Alexey Liventsov / Kirill Skachkov | 3–11, 8–11, 8–11        |
|                             |                             |       |                                    |                         |
|                             |                             |       |                                    |                         |

| 13 de junho | POL Polônia | 3 – 0 | AZE Azerbaijão |  |

|                            | Partidas individuais       |       |                                    |                   |
| Wang Zengyi                | Wang Zengyi                | 3 – 0 | Farhad Ismayilov                   | 11–3, 11–5, 11–6  |
| Daniel Górak               | Daniel Górak               | 3 – 0 | Ramil Jafarov                      | 11–5, 11–6, 11–7  |
| Jakub Dyjas / Daniel Górak | Jakub Dyjas / Daniel Górak | 3 – 0 | Khayai Hashimli / Farhad Ismayilov | 11–1, 12–10, 11–8 |
|                            |                            |       |                                    |                   |
|                            |                            |       |                                    |                   |

|                                   | Partidas individuais              |       |                               |                                |
| Adrian Crișan                     | Adrian Crișan                     | 2 – 3 | Marcos Freitas                | 10–12, 11–8, 7–11, 11–8, 10–12 |
| Constantin Cioti                  | Constantin Cioti                  | 3 – 2 | Tiago Apolónia                | 2–11, 5–11, 11–5, 11–5, 11–5   |
| Andrei Filimon / Constantin Cioti | Andrei Filimon / Constantin Cioti | 1 – 3 | João Geraldo / Tiago Apolónia | 6–11, 14–12, 8–11,5–11         |
| Adrian Crișan                     | Adrian Crișan                     | 0 – 3 | João Geraldo                  | 9–11, 6–11, 9–11               |
|                                   |                                   |       |                               |                                |

### Quartas de final
| 14 de junho | GER Alemanha | 3 – 2 | SWE Suécia |  |

|                          | Partidas individuais     |       |                          |                              |
| Dimitrij Ovtcharov       | Dimitrij Ovtcharov       | 3 – 2 | Pär Gerell               | 5–11, 11–6, 11–8, 9–11, 11–6 |
| Patrick Baum             | Patrick Baum             | 3 – 1 | Kristian Karlsson        | 12–14, 11–7, 11–8, 11–9      |
| Timo Boll / Patrick Baum | Timo Boll / Patrick Baum |       | Jon Persson / Pär Gerell | w/o                          |
| Timo Boll                | Timo Boll                |       | Kristian Karlsson        | w/o                          |
| Dimitrij Ovtcharov       | Dimitrij Ovtcharov       | 3 – 1 | Jon Persson              | 11–9, 11–13, 13–11, 11–8     |

| 14 de junho | BLR Bielorrússia | 0 – 3 | FRA França |  |

|                                    | Partidas individuais               |       |                                 |                               |
| Evgueni Chtchetinine               | Evgueni Chtchetinine               | 2 – 3 | Adrien Mattenet                 | 11–5, 4–11, 9–11, 11–7, 11–13 |
| Vladimir Samsonov                  | Vladimir Samsonov                  | 1 – 3 | Emmanuel Lebesson               | 11–7, 7–11, 9–11, 7–11        |
| Pavel Platonov / Vladimir Samsonov | Pavel Platonov / Vladimir Samsonov | 2 – 3 | Simon Gauzy / Emmanuel Lebesson | 6–11, 11–7, 10–12, 11–6, 8–11 |
|                                    |                                    |       |                                 |                               |
|                                    |                                    |       |                                 |                               |

| 14 de junho | AUT Áustria | 3 – 0 | RUS Rússia |  |

|                                 | Partidas individuais            |       |                                    |                              |
| Robert Gardos                   | Robert Gardos                   | 3 – 0 | Alexander Shibaev                  | 11–9, 11–4, 11–9             |
| Stefan Fegerl                   | Stefan Fegerl                   | 3 – 0 | Kirill Skachkov                    | 11–5, 11–6, 12–10            |
| Daniel Habesohn / Robert Gardos | Daniel Habesohn / Robert Gardos | 3 – 2 | Alexey Liventsov / Kirill Skachkov | 11–8, 9–11, 11–8, 4–11, 11–5 |
|                                 |                                 |       |                                    |                              |
|                                 |                                 |       |                                    |                              |

| 14 de junho | POL Polônia | 0 – 3 | POR Portugal |  |

|                            | Partidas individuais       |       |                               |                                |
| Wang Zengyi                | Wang Zengyi                | 2 – 3 | Tiago Apolónia                | 11–8, 12–10, 6–11, 12–14, 5–11 |
| Jakub Dyjas                | Jakub Dyjas                | 1 – 3 | Marcos Freitas                | 8–11, 14–12, 10–12, 4–11       |
| Daniel Górak / Jakub Dyjas | Daniel Górak / Jakub Dyjas | 2 – 3 | João Geraldo / Tiago Apolónia | 11–5, 13–15, 11–9, 7–11, 9–11  |
|                            |                            |       |                               |                                |
|                            |                            |       |                               |                                |

### Semifinal
| 15 de junho | GER Alemanha | 2 – 3 | FRA França |  |

|                          | Partidas individuais     |       |                                 |                              |
| Dimitrij Ovtcharov       | Dimitrij Ovtcharov       | 3 – 1 | Adrien Mattenet                 | 11–5, 11–3, 9–11, 11–9       |
| Patrick Baum             | Patrick Baum             | 3 – 2 | Simon Gauzy                     | 11–8, 3–11, 11–9, 9–11, 11–9 |
| Timo Boll / Patrick Baum | Timo Boll / Patrick Baum |       | Emmanuel Lebesson / Simon Gauzy | w/o                          |
| Dimitrij Ovtcharov       | Dimitrij Ovtcharov       | 1 – 3 | Emmanuel Lebesson               | 5–11, 9–11, 11–8, 9–11       |
| Timo Boll                | Timo Boll                |       | Adrien Mattenet                 | w/o                          |

| 15 de junho | AUT Áustria | 1 – 3 | POR Portugal |  |

|                                 | Partidas individuais            |       |                               |                               |
| Robert Gardos                   | Robert Gardos                   | 2 – 3 | Tiago Apolónia                | 11–6, 10–12, 9–11, 11–8, 3–11 |
| Stefan Fegerl                   | Stefan Fegerl                   | 3 – 2 | Marcos Freitas                | 8–11, 11–3, 7–11, 11–9, 16–14 |
| Daniel Habesohn / Robert Gardos | Daniel Habesohn / Robert Gardos | 1 – 3 | João Geraldo / Tiago Apolónia | 9–11, 8–11, 11–5, 8–11        |
| Stefan Fegerl                   | Stefan Fegerl                   | 2 – 3 | João Geraldo                  | 11–6, 7–11, 11–9, 5–11, 4–11  |
|                                 |                                 |       |                               |                               |

### Medalha de bronze
| 15 de junho | GER Alemanha | 0 – 3 | AUT Áustria |  |

|                                   | Partidas individuais              |       |                                 |                         |
| Patrick Baum                      | Patrick Baum                      | 0 – 3 | Daniel Habesohn                 | 8–11, 4–11, 12–14       |
| Timo Boll                         | Timo Boll                         |       | Robert Gardos                   | w/o                     |
| Dimitrij Ovtcharov / Patrick Baum | Dimitrij Ovtcharov / Patrick Baum | 1 – 3 | Stefan Fegerl / Daniel Habesohn | 9–11, 7–11, 11–7, 10–12 |
|                                   |                                   |       |                                 |                         |
|                                   |                                   |       |                                 |                         |

### Final
| 15 de junho | FRA França | 1 – 3 | POR Portugal |  |

|                                 | Partidas individuais            |       |                               |                                |
| Adrien Mattenet                 | Adrien Mattenet                 | 0 – 3 | Tiago Apolónia                | 11–13, 9–11, 6–11              |
| Simon Gauzy                     | Simon Gauzy                     | 2 – 3 | Marcos Freitas                | 8–11, 12–10, 8–11, 11–9, 5–11  |
| Emmanuel Lebesson / Simon Gauzy | Emmanuel Lebesson / Simon Gauzy | 3 – 2 | João Geraldo / Tiago Apolónia | 11–5, 11–6, 11–13, 10–12, 11–6 |
| Adrien Mattenet                 | Adrien Mattenet                 | 0 – 3 | João Geraldo                  | 4–11, 10–12, 9–11              |
|                                 |                                 |       |                               |                                |